# 林生沿阶草
林生沿阶草（学名：Ophiopogon sylvicola）为百合科沿阶草属下的一个种。

## 扩展阅读
- 維基物種上的相關：林生沿阶草